# JPN
JPN – trzeci album studyjny japońskiego girlsbandu Perfume. Płyta została wydana 30 listopada 2011 roku przez wytwórnię Tokuma Japan Communications, prawie dwa i pół roku po ostatnim albumie Triangle. Informacja o wydaniu krążka pojawiła się na oficjalnej stronie artystek w dniu 5 września 2011 wraz z ogłoszeniem rozpoczęcia konkursu tanecznego, premiery dziewiętnastego (ogółem) singla Spice/GLITTER oraz Perfume Third Tour: JPN, trzeciej trasy koncertowej zespołu po Japonii, mającej początek w styczniu 2012. Album dostępny jest w formie digital download, standardowej edycji zawierającej sam nośnik CD oraz w wersji o limitowanym nakładzie wzbogaconej o płytę DVD.

## Lista utworów
1. The Opening - 1:12
2. Laser Beam (Album-mix) (レーザービーム) - 3:10
3. GLITTER (Album-mix) - 5:41
4. Natural ni Koishite (ナチュラルに恋して) - 3:08
5. MY COLOR - 5:04
6. Toki no Hari (時の針) - 2:30
7. Nee (ねぇ) - 4:27
8. Kasuka na Kaori (微かなカオリ) - 4:49
9. 575 - 4:27
10. VOICE - 4:13
11. Kokoro no Sports (心のスポーツ) - 4:08
12. Have a Stroll - 4:36
13. Fushizen na Girl (不自然なガール) - 3:59
14. Spice (スパイス) - 3:53